# Heidrun Zinecker
Heidrun Zinecker (* 1959 in Leipzig) ist eine deutsche Politikwissenschaftlerin, die von 2008 bis zum Eintritt in den Ruhestand 2018 Professorin für Internationale Beziehungen am Institut für Politikwissenschaft der Universität Leipzig war.

## Werdegang
Zinecker studierte an der Philosophischen Fakultät der Universität Leningrad und wurde 1987 an der Universität Leipzig promoviert. Ebenfalls in Leipzig habilitierte sie sich 2004 und erhielt die Venia Legendi für Politikwissenschaft. Vor Antritt der Professur in Leipzig war sie von 2001 bis 2008 Senior Researcher und Projektleiterin an der Hessischen Stiftung Friedens- und Konfliktforschung in Frankfurt am Main. 
Sie war Gastdozentin bzw. -forscherin an verschiedenen amerikanischen und europäischen Universitäten und hielt sich zu Zwecken der Feldforschung über längere Zeit in Kolumbien, El Salvador, Guatemala, Honduras, Nicaragua, Costa Rica und Mexiko auf.

## Schriften (Auswahl)

### Monographien
- Gewalt im Frieden. Formen und Ursachen der Gewaltkriminalität in Zentralamerika. Nomos, Baden-Baden 2014, ISBN 978-3-8487-0376-0.
- Kolumbien und El Salvador im longitudinalen Vergleich. Ein kritischer Beitrag zur Transitionsforschung. Nomos, Baden-Baden 2007, ISBN 978-3-8329-2422-5 (zugleich Habilitationsschrift).
- El Salvador nach dem Bürgerkrieg. Ambivalenzen eines schwierigen Friedens. Campus, Frankfurt am Main/New York 2004, ISBN 978-3-593-37459-8.

### Herausgeberschaften
- Mit Kristin Seffer: Gewaltkriminalität in Zentralamerika. Formen, Ursachen, Einhegungsmöglichkeiten. Nomos, Baden-Baden, ISBN 978-3-8329-5589-2.
- Unvollendete Demokratisierung in Nichtmarktökonomien. Die Blackbox zwischen Staat und Wirtschaft in den Transitionsländern des Südens und Ostens. G-und-B-Verlag Fakultas, Amsterdam 1999, ISBN 90-5708-049-4.
- Transitionen in Lateinamerika. Debatte, Vergleich, Fallstudien. Leipziger Universitäts-Verlag, Leipzig 1995, ISBN 978-3-929031-72-0.